# Huis te Balgoij
Het Huis te Balgoij was een kasteel in het Nederlandse dorp Balgoij, provincie Gelderland.

## Geschiedenis

### Kasteel
In 1257 werd voor het eerst melding gemaakt van een kasteel in Balgoij. In dat jaar verdeelden de graaf van Kleef en de proost van de Utrechts Sint-Janskerk de goederen te Balgoij: de proost kreeg het hof, de graaf ontving het kasteel. Vermoedelijk stond dit kasteel op het eilandje in het zogenaamde Balgoijse Meertje.
Midden 14e eeuw werd een nieuw kasteel gebouwd, circa 500 meter ten zuidoosten van de oude locatie. Ook dit kasteel stond langs een oude rivierarm van de Maas. In 1367 werd er melding gemaakt van de verkoop van het kasteel en de heerlijkheid Balgoij door Diederik van Horn.
In 1370 kregen Jutte van Balgoy en haar zoon Claes Trouweloos, erfpachter van het hof van Sint-Jan, het kasteel in eigendom. Claes droeg het Huis te Balgoij vervolgens op aan hertog Eduard van Gelre en kreeg het van hem in leen terug.
In de hiernavolgende eeuwen wisselden verschillende families elkaar op als eigenaren van het kasteel en de heerlijkheid. In 1584 werd het bezet door Spaanse troepen. Tijdens het rampjaar 1672 werd het slot door de Fransen verwoest.

### Landhuis
De heerlijkheid werd in 1687 verkocht aan George van Weede. Hij liet alles in 1712 na aan zijn dochter Everdina van Anholt, die de goederen op haar beurt in 1724 weer naliet aan haar dochter Wilhelmina. Zij was getrouwd met Wilhelm von Hessen Philipstal, die op de met puin gevulde gracht een nieuw huis liet bouwen. In 1770 verkochten de kleinkinderen alles aan Judocus Daniël van Laren. Hij hield het slechts 10 jaar in bezit, want verkocht alles in 1780 door aan Bernhard van Rappard. Via zijn schoondochter kwam Balgoij in 1824 in handen van de familie De la Court. Hierna volgden nog enkele eigenaren, totdat het huis en de restanten van de heerlijkheid terechtkwamen bij de dorpsveldwachter Albert Spann. Hij liet het vervallen landhuis in 1909 afbreken en bouwde een nieuwe woning. In 1937 bleek ook dat huis weer te zijn verdwenen.

### Archeologisch onderzoek

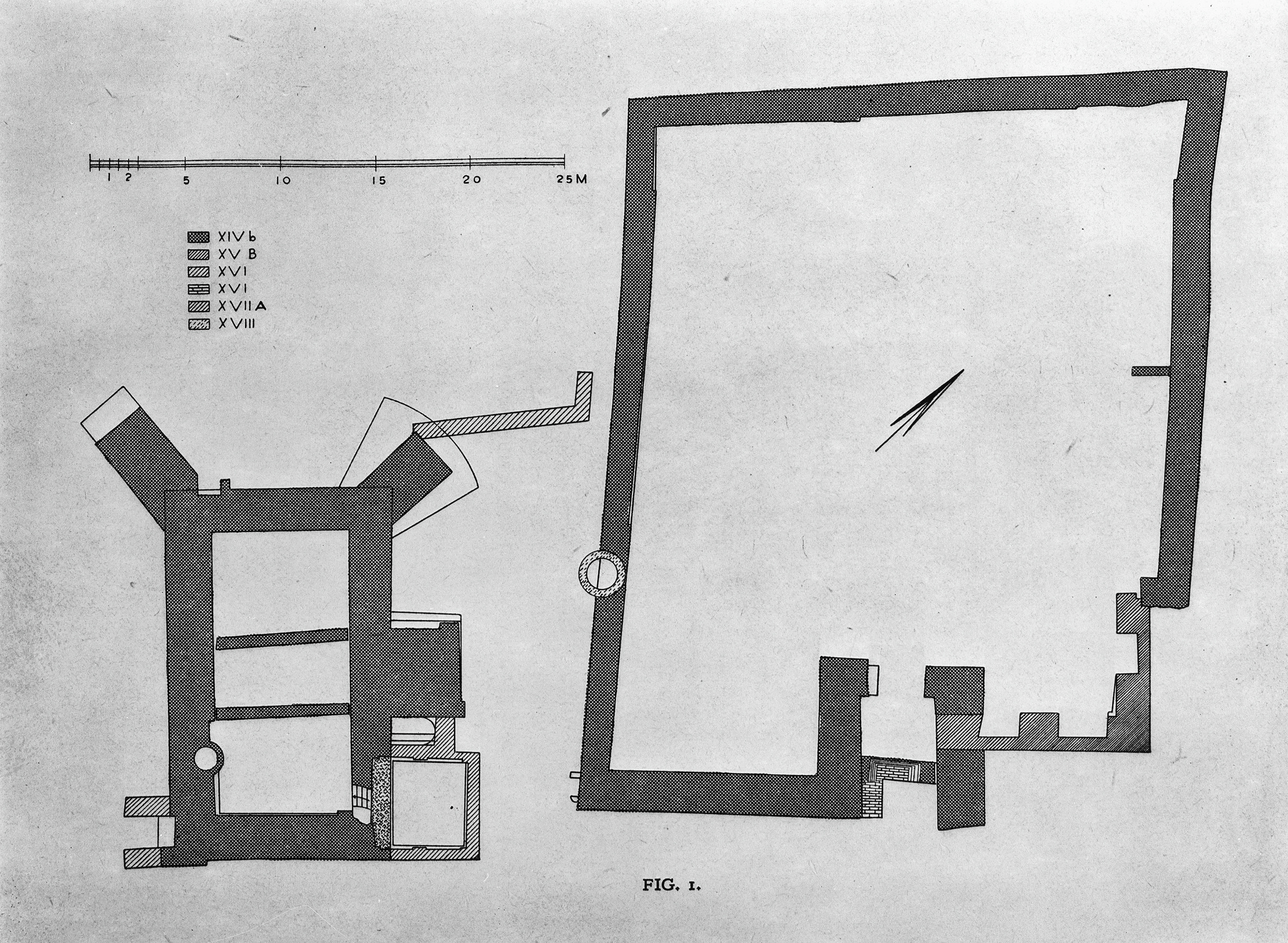
Tekening van de fundamenten, zoals opgegraven door Jaap Renaud

In 1941 werden de fundamenten aangetroffen tijdens het egaliseren van het kasteelterrein. Door archeoloog Jaap Renaud werden de fundamenten opgegraven en in kaart gebracht. Een deel van de aangetroffen stenen is nadien weggebroken en als verhardingspuin hergebruikt.
In 1992 wees nieuw onderzoek uit dat er nog steeds fundamenten in de bodem aanwezig zijn.

## Beschrijving
Het Huis te Balgoij was gebouwd langs een voormalige rivierarm van de Maas. Deze verlande rivierarm voedde het water in de slotgracht. Uit het archeologisch onderzoek van Renaud komt naar voren dat het kasteel bestond uit een voorburcht en een hoofdburcht.
De voorburcht was ongeveer 40 bij 30 meter groot en dateerde uit de eerste helft van de 15e eeuw. Rondom lag een bakstenen muur. In de zuidelijke muur bevond zich een toegangspoort.
De hoofdburcht bleek van een oudere datum te zijn, namelijk uit het tweede kwart van de 14e eeuw. Dit gebouw betrof een onderkelderde, rechthoekige woontoren van 20 bij 16 meter, verdeeld in drie ruimtes. De buitenmuren waren 2 tot 2,5 meter dik.
De restanten van de grachten zijn in 1941 gedempt.
Het landhuis dat in de 18e eeuw werd gebouwd, stond in de zuidwesthoek van het kasteelterrein. De toegangsbrug bevatte een laat-18e-eeuws gesmeed ijzeren toegangshek.

### Koetshuis

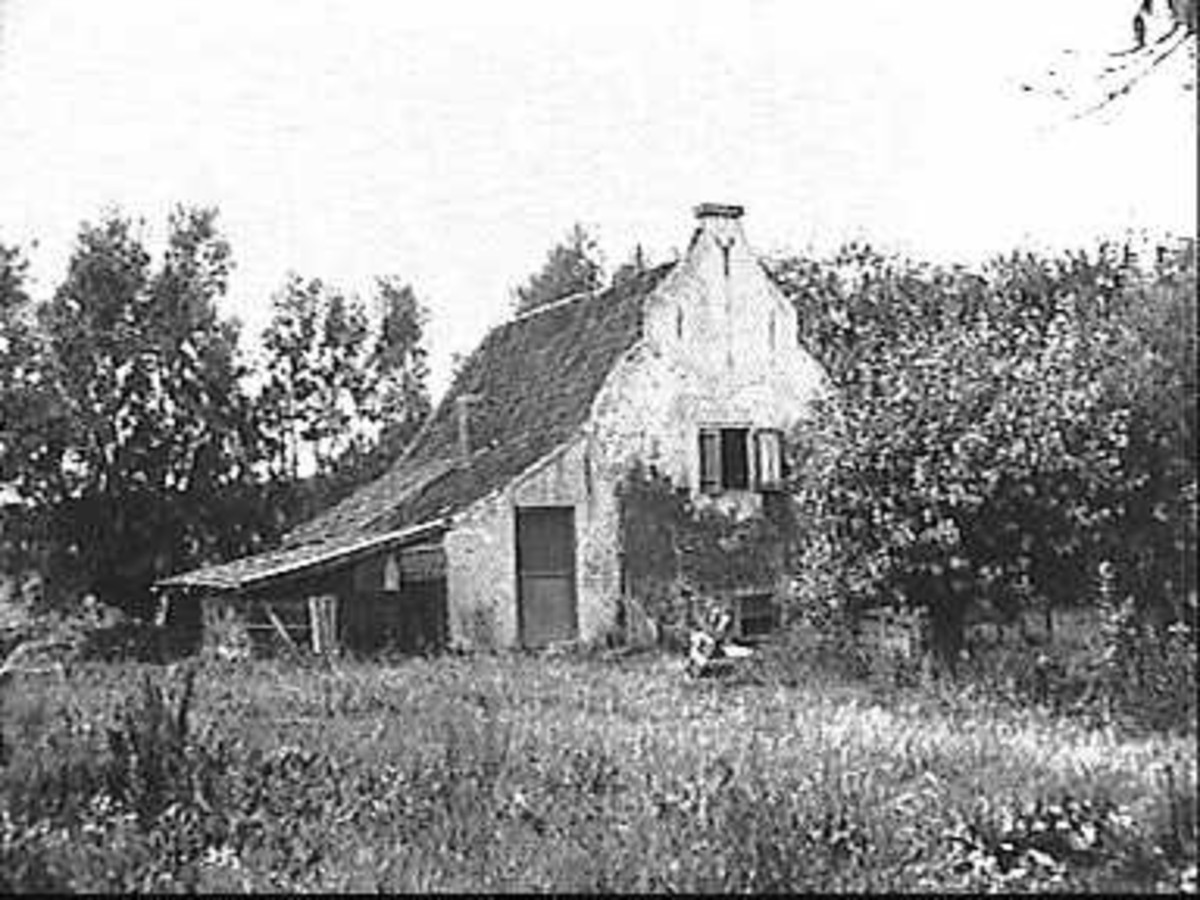
Het voormalige koetshuis in 1962

Buiten de omgrachting stond tot 1980 nog het voormalige koetshuis. Dit 17e-eeuwse gebouwtje zal aanvankelijk een bakhuis met een schuur zijn geweest dat in de 19e eeuw werd verhoogd en van een zolder voorzien. Waarschijnlijk heeft het gebouwtje in de eerste helft van de 19e eeuw nog als tijdelijk onderkomen gediend voor de hervormde gemeente.
Het koetshuisje verkeerde al in slechte staat toen het in de winter van 1979-1980 volledig instortte.
Aalst · Aardenburg · Acquoy · Aerdt · Agistaldaburg · Ahof · Aldenhaag · Aller · Ambe · Ammersoyen · Ampsen · Andelst · Angeroyen · Appelburg · Appelse walburg · Appeltern · Arler · Baak · Babberich · Baer · Baerle · Bakerbosch · Balgoij · Barlham · Batenburg · Beek · Beerenclaauw · Bemmel · Bevervoorde · Bergh · Biljoen · Bingerden · Blankenborg (Laren) · Blankenborg · Blauwe Huis · Blokhuis (Ravenswaaij) · Boelenham · Boetselaersborg · Borculo · Boswaai · Brakel · Den Brakel · Den Bramel · Bredevoort · Broekhuizen · Bronkhorst · Bruchem · Bruinhorst · Brunsberg · Bulkestein · Bunswaard · Burcht van Tiel · Buren · De Buurse · Byland · Byvanck · Caetshage · Camphuysen · De Cannenburch · de Cloese · Coldenhove · Culemborg · Dedinckweerd · Delwijnen · Didam · Diepenbroek · Hof te Dieren · Huis Dijck · Dikke Tinne · Doddendaal · Dodewaard · Doornenburg · Doornik · Doorwerth · Dooyenburg · Dorth · Doseburg · Drakenburg · Dreumel · Druten · Duivelshuis · Eerbeek · De Ehze · Elburg · Eldrik · Emmerik · Engelenburg · Groot Engelenburg · Engelrode · Enghuizen · Enspijk · De Essenburgh · Essenpas · Est · Fokkinck · Gameren · Geerestein · Geldermalsen · De Gelderse Toren · Geldersweerd · Gellicum · Gendt · Gennepestein · Glindhorst · Goudenstein · ‘s-Grevenhoef · Groot Hell · Groenlo · Groesbeek · Huis te Groesbeek · Grunsfoort · Gulden Spijker · Hackfort · Hackforts Veenhuis · Hagen · Hagevoort · Hamerden · Hanepol · Harreveld · Harslo · Hassink · Het Haveke · Hedel · Heeckeren · De Heegh · Hees · De Heest · Hellouw · Hemmen · Hernen · Motte van Hernen · Heumen · Heusden · Hoekelum · Hoekenburg · De Hoeve · De Hof · Hof d'Ooy · Hof van Arkel · Huis het Holt · Holthuis · Het Holtslag · Ter Horst · Houberg · St. Hubertus · Huissen · Hulhuizen · Hulkestein · Hulsen · Hunneschans bij De Duno · Hunneschans bij Uddel · Jonker Bloo · 't Joppe · De Kamp · Karssenberg · Kemnade · Keppel · Kermestein · Kernhem · Kervel · Kiefskamp · De Kinkelenburg · Klein Enghuizen · Kleverburg · Kortenhoeve · Laag Helbergen · Lakenburg · Landfort · Langen · Latenstein · De Lathmer · Lathum · Ter Lede · Leegpoel · Leemcuyl · Leeuwen · Leeuwenbergh · Lensenburg · Lent · Leur · Leuvenum · Leyenburg · Lichtenvoorde · Lievenstein · Loenen · Loevestein · Loil · Loowaard · Luynhorst · Hof te Maasbommel · Magerhorst · Malburgen · Malderburcht · Malsen · Manhorst · Marhulsen · De Marsch · Marveld · Mathena · Maurik · Medel · Medestein · 't Medler · Meinerswijk · De Mellard · Mensink · Mergelp · Meteren · 't Meyerink · Middachten · Millingen · Mussenberg · Nagelhorst · Nederhagen · Nederhemert · Neerijnen · Huis Neerijnen · De Nesch · Nettelhorst · Nieuwe Blokhuis ·  Nijburg · Nijenbeek · Old Putten · Notenstein · Nye Huis · Olde Spijker · Oldenaller · Oldenhof (Driel) · Oldenhof (Heteren) · De Ooij · Oolde · Oud Oolde · Oosterhout · Ophemert · Opijnen · Oud Ampsen · Oude Blokhuis · Het Oude Loo · Oude Voorst · Oudenborch · Oud-Wisch · Huis te Overasselt · Overeng · Overhagen · Overlaar · 't Oye · Palmestein · De Parck · Persingen · Plekenpol · Ploen · Pluimenburg · Poederoijen · Poelwijck · Poelwijk · De Pol (Dreumel) · Huis de Poll (Huis te Gietelo) · De Poll (Huissen) · Pollenbering · Pollenstein · Puttenstein · Het Raasink · Ravenhorst · De Rees · Ressen · Reuversweerd · Reygersfoort · Rhijnestein · Huis Rijswijk · Rode Toren · Roode Wald · Rosande · Rosendael · Rossum · Rumpt · Ruurlo · Rijsselt · Schadewijk · Schaffelaar · Scherpenzeel · Schoonbroek · Schoonderbeek · Schoonenburg · Schuilenburg · Schuilkerke · Hof te Seelbeek · Sevenaer I · Sevenaer II · Sinderen (Oude IJsselstreek) · Sinderen (Voorst) · Slangenburg · Sleeburg · Slimsijp · De Snor · Soelen · Spaansweerd · Spaldorp · Spijk · Staverden · Sterkenburg · Swanepol · Tarthorst · Teisterbant (Kerk-Avezaath) · Teisterbant (Kerkdriel) · Ter Dicke · Tolhuis · Tolhuis (Tiel) · Tollenburg · Tongerlo · Toren van Wely · Tuil · Ubbergen · Uilenburg (Ewijk) · Uilenburg (Heteren) · Ulenpas · Ulft · Upladen · Valburg · Valkhofburcht · Valkhofpalts · Vanenburg · Varik · Hof te Varsseveld · 't Velde · Velhorst · Verwolde · Vierakker · De Voorst · Voorstonden · Vorden · Vosbergen · Vredenburg · Vredestein (Driel) · Vredestein (Ravenswaaij) · Vuren · Waardenburg · Waddestein · Wadenoijen · Waede · Wageningen · Walfort · 't Waliën · De Wardt · Watergoor · Watermeerwijk · Wayenstein (Huis te Herwijnen) · Well (Huis van Malsen) · Weijenrade · Westenburg · Westerholt · Weurt · De Wiersse · Wijenburg (Echteld) · De Wildenborch · De Wildt · Wilp · Wilperhorst · Winssen · Wisch · Wychen · Wolfswaard · Woolbeek · Yrst · IJzendoorn · Zeeland · Zilveren Spijker · Zuilichem · Zwaluwenburg · Zwanenburg (Heerde) · Zwanenburg (Megchelen)